# Aphanodactylidae
Aphanodactylidae là danh pháp khoa học của một họ cua, được Ahyong & Ng tách ra từ họ Pinnotheridae năm 2009.

## Các chi
Tính đến năm 2019 họ này gồm 7 chi với 15 loài đã biết.
- Ankerius Ng, Rahayu & Shih, 2016: 2 loài ở Hồng Hải và đảo Irimote (Lưu Cầu).[3][4]
- Gandoa Kammerer, 2006 (thay cho Voeltzkowia Lenz, 1905, do danh pháp này đã bị chiếm chỗ trước là Voeltzkowia Boettger, 1893 thuộc lớp Reptilia): 1 loài (Gandoa brevipes), chỉ biết đến ở Zanzibar (Tanzania) và Mayotte.[5]
- Gustavus Ahyong & Ng, 2009: 1 loài (Gustavus mecognathus) ở Guam.[1]
- Lichtylus Naruse & Yoshida, 2018: 1 loài (Lichtylus kaisha) ở Lưu Cầu.[6]
- Selwynia Borradaile, 1903 (bao gồm cả Aphanodactylus Tesch, 1918): 7 loài ở Ấn Độ Dương - tây Thái Bình Dương.[5] Lưu ý rằng Selwynia laurina F.Muell., 1864 là danh pháp đồng nghĩa của Hypserpa laurina, một loài thực vật thuộc họ Menispermaceae.
- Takedactylus Naruse & Maenosono, 2012: 2 loài ở Lưu Cầu và Ogasawara.[6][7]
- Uruma Naruse, Fujita & Ng, 2009: 1 loài (Uruma ourana) ở đảo Okinawa.[8]